# CalDAV
CalDAV (Calendaring Extensions to WebDAV) é um protocolo da Internet que permite que um cliente aceda a informação agendada num servidor remoto. 
A especificação CalDAV foi inicialmente desenvolvida por Lisa Dusseault em 2003 como um rascunho para o Internet Engineering Task Force (IETF). A especificação rapidamente atraiu apoio de desenvolvedores de softwares de calendário. Em Janeiro de 2005, um teste de interoperabilidade entre os dois servidores e três clientes funcionou conjuntamente com sucesso. O protocolo CalDAV foi publicado como Extensões de Calendário RFC 4791 padrão do IETF para WebDAV (CalDAV). Desde então, o CalDAV foi desenvolvido para implementação em qualquer software de calendário. Aqui, o protocolo CalDAV gere o acesso à informação de acordo com regras de acesso claramente definidas. O protocolo foi projectado como um padrão aberto que desenvolvedores podem livre e independentemente implementar nas suas próprias plataformas.
O trabalho do CalDAV é gerir eventos (referindo-se a marcações) como encontros, assembleias (encontro entre grupos de pessoas), e os tempos livres/ocupados. Cada evento é escrito em formato iCalendar. Consequentemente, qualquer software cliente pode exibir um evento iCalendar descarregado na sua representação. Os dados são geridos e sincronizados como registros num servidor WebDAV e no ambiente do cliente. O protocolo CalDAV complementa o HTTP – (RFC 2616) e o protocolo WebDAV (RFC 2518) executa as funções. Com esta funcionalidade um utilizador pode sincronizar o seu calendário com o servidor CalDAV e partilhá-lo com vários dispositivos e outros utilizadores. O protocolo também suporta a visualização de calendários não pessoais, como os de salas e organizações.
Alguns desenvolvedores criticam a complexidade do CalDAV porque é difícil implementá-lo e pode levar a erros de implementação em diferentes aplicações de gestão de calendário, o que por sua vez pode levar a incompatibilidades.

## Exemplo
Pedido:
```
REPORT /bernard/work/ HTTP/1.1
Host: cal.example.com
Depth: 1
Content-Type: application/
xml
; charset="
utf-8
"
Content-Length: xxxx
```

```
<?xml version="1.0" encoding="utf-8" ?>
<C:free-busy-query xmlns:C="
urn:ietf:params:xml:ns:caldav
">
<C:time-range start="20060104T140000Z" end="20060105T220000Z"/>
</C:free-busy-query>
```

Resposta:
```
HTTP/1.1 200 OK
Date: Sat, 11 Nov 2006 09:32:12 GMT
Content-Type: text/calendar
Content-Length: xxxx
```

```
BEGIN:VCALENDAR
VERSION:2.0
PRODID:-//Example Corp.//CalDAV Server//EN
BEGIN:VFREEBUSY
DTSTAMP:20050125T090000Z
DTSTART:20060104T140000Z
DTEND:20060105T220000Z
FREEBUSY;FBTYPE=BUSY-TENTATIVE:20060104T150000Z/PT1H
FREEBUSY:20060104T190000Z/PT1H
END:VFREEBUSY
END:VCALENDAR
```

## Software

### Cliente
A lista de clientes CalDAV inclui: :
- CalDAV Tasksync for Android [2]
- CalDAV-Sync for Android [3]
- CalendarSync for Android [4]
- DAVdroid for Android [5]
- AgenDAV
- iPhone
- Atmail
- CalDavZAP [6]
- EVO Collaborator for Outlook [7]
- Evolution
- Horde Groupware[8]
- Korganizer
- Sunbird
- Thunderbird with the Lightning plug-in
- eM Client
- iCal4OL
- iCal
- iCal Import/Export CalDAV for Android[9]

### Servidor
A lista de servidor CalDAV inclui: :
- Apples Darwin
- Atmail
- Baikal[11] Lightweight CalDAV+CardDAV server
- Bedework [12]
- Bynari Collaboration Suite[13]
- Chandler Server
- CommuniGate Pro
- DAViCal[14]
- DPCalendar[15]
- DavMail
- Daylite CalDAV Server[16]
- Dingo Calendar Server
- EGroupware
- EVO Mail Server[17]
- Fabasoft Folio Cloud
- Google Calender[18]
- Horde Groupware[8]
- Icewarp-E-Mail-Server
- Kerio Connect[19]
- Open-Xchange
- Oracle Beehive
- Oracle Communications Calendar Server[20]
- Radicale (CalDAV)[21]
- SOGo[22]
- SabreDAV[23]
- Scalix[24]
- Sun Java Calendar Server
- Synovel CollabSuite[25]
- Yahoo Calender
- Zarafa
- Zimbra Since version 4.5[26]
- mod_caldav[27]
- ownCloud[28]
- sync!Egw[29]